# Клыгин, Николай Иванович
Никола́й Ива́нович Клы́гин (10 марта 1933, дер. Барские Кусони, Ленинградская область — 22 января 2015, дер. Григорьево, Новгородская область) — советский комбайнёр, механизатор, Герой Социалистического Труда (1985).

## Биография
С началом оккупации был угнан с матерью в Литву, где батрачил. Вернувшись в 1944 году, всю жизнь прожил в родной деревне.
Подростком, ещё учась в школе, начал работать помощником комбайнёра, затем на лесозаготовках. С 1951 года работал полеводом в колхозе «Верный путь».
В 1953—1956 годах служил в Советской армии (ГСВГ) танкистом. В 1956—2000 годах работал комбайнёром, механизатором в колхозе «Верный путь». В 1985 году выработал 1680 эталонных гектаров при средней выработке на механизатора 890 эталонных гектаров, выполнил норму на 137 %, намолот на комбайн составил 417 тонн. За высокие показатели в труде удостоен звания Героя Социалистического Труда (последнее присвоение данного звания в Новгородской области).
Был хорошим печником, более 40 лет клал печи в своей деревне и по всей округе.
Вышел на пенсию в 2000 году.

### Семья
Отец — Иван Иванович Клыгин, служащий райпо; в 1941 году расстрелян оккупантами за сотрудничество с партизанами.
Мать — Евдокия Яковлевна Клыгина, крестьянка.
Внучка — Ирина Лашина, журналистка Новгородского областного телевидения.

## Награды и признание
- орден Трудового Красного Знамени (1972) — за уборку зерновых без потерь в трудных погодных условиях и наивысший намолот зерна в колхозе
- орден Ленина (1977, 1985)
- медаль «Серп и молот» (1985)
- медаль «За трудовую доблесть»
- бронзовая и серебряная медали ВДНХ
- медаль «За доблестный труд. В ознаменование 100-летия со дня рождения Владимира Ильича Ленина»
- знак «Победитель социалистического соревнования»
- знак «Ударник двенадцатой пятилетки»
- занесён в Книгу Почёта Новгородской области (2011).